# Clariger chionomaculatus
Clariger chionomaculatus es una especie de peces de la familia de los Gobiidae en el orden de los Perciformes.

## Morfología
Los machos pueden llegar a alcanzar los 4,2 cm de longitud total y las hembras 4.63.

## Hábitat
Es un pez de Mar Y, de clima templado y demersal que vive entre 0-2 m de profundidad. 

## Distribución geográfica
Se encuentra al norte del Japón. 

## Observaciones
Es inofensivo para los humanos. 